# Темник Геннадій Павлович
Геннадій Павлович Темник (9 червня 1970, Гурівка Долинського району Кіровоградської області) — міністр регіонального розвитку, будівництва та житлово-комунального господарства України у Другому уряді Миколи Азарова (24 грудня 2012–27 лютого 2014). Член Партії регіонів.
Російський військовий інженер-метереолог. У часи Віктора Януковича — заступник голови Дніпропетровської облдержадміністрації.

## Біографія
У 1987—1992 роках — курсант Воронезького вищого військового авіаційного інженерного училища (РФ), спеціальність «Метеорологія», кваліфікація «Інженер-метеоролог».
1992—1993 — інженер-метеоролог Криворізького військового авіаційного транспортного полку.
1993—1994 роках — оперуповноважений відділу боротьби зі злочинністю на ринках Криворізького міського управління внутрішніх справ, місто Кривий Ріг Дніпропетровської області.
1994—1997 — заступник директора Долинської міжрайонної бази Кіровоградської облспоживспілки.
1997—2001 — керівник виробництва приватного підприємця Подафей Валентини Федорівни, село Грузьке Криворізького району Дніпропетровської області.
У 2001—2004 роках — директор ТОВ «Птахофабрика „Грузька“», село Грузьке.
2004—2006 — заступник Генерального директора з комерційних питань ТОВ «Новолозуватське».
У 2006—2010 роках — заступник Криворізького міського голови.
З квітня 2010 — заступник голови Дніпропетровської облдержадміністрації.
24 грудня 2012 року призначений міністром регіонального розвитку, будівництва та житлово-комунального господарства України.